# کمردرق
کمردرق یک روستا در ایران است که در دهستان خورش رستم شمالی واقع شده‌است.